# RFC3
RFC3 (англ. Replication factor C subunit 3) – білок, який кодується однойменним геном, розташованим у людей на короткому плечі 13-ї хромосоми. Довжина поліпептидного ланцюга білка становить 356 амінокислот, а молекулярна маса — 40 556.
| 10         |  | 20         |  | 30         |  | 40         |  | 50         |
| ---------- |  | ---------- |  | ---------- |  | ---------- |  | ---------- |
| MSLWVDKYRP |  | CSLGRLDYHK |  | EQAAQLRNLV |  | QCGDFPHLLV |  | YGPSGAGKKT |
| RIMCILRELY |  | GVGVEKLRIE |  | HQTITTPSKK |  | KIEISTIASN |  | YHLEVNPSDA |
| GNSDRVVIQE |  | MLKTVAQSQQ |  | LETNSQRDFK |  | VVLLTEVDKL |  | TKDAQHALRR |
| TMEKYMSTCR |  | LILCCNSTSK |  | VIPPIRSRCL |  | AVRVPAPSIE |  | DICHVLSTVC |
| KKEGLNLPSQ |  | LAHRLAEKSC |  | RNLRKALLMC |  | EACRVQQYPF |  | TADQEIPETD |
| WEVYLRETAN |  | AIVSQQTPQR |  | LLEVRGRLYE |  | LLTHCIPPEI |  | IMKGLLSELL |
| HNCDGQLKGE |  | VAQMAAYYEH |  | RLQLGSKAIY |  | HLEAFVAKFM |  | ALYKKFMEDG |
| LEGMMF     |  |            |  |            |  |            |  |            |

A: Аланін

C: Цистеїн

D: Аспарагінова кислота

E: Глутамінова кислота

F: Фенілаланін

G: Гліцин

H: Гістидин

I: Ізолейцин

K: Лізин

L: Лейцин

M: Метіонін

N: Аспарагін

P: Пролін

Q: Глутамін

R: Аргінін

S: Серин

T: Треонін

V: Валін

W: Триптофан

Кодований геном білок за функцією належить до фосфопротеїнів. 
Задіяний у таких біологічних процесах, як реплікація ДНК, ацетилювання, альтернативний сплайсинг. 
Білок має сайт для зв'язування з ДНК. 
Локалізований у ядрі.